# جولیا بطرس
جولیا بطرس در ۱ آوریل ۱۹۶۸ در بیروت زاده شد. پدرش لبنانی است و اهل شهر صور در جنوب این کشور و همچنین از اعضای حزب سوسیال ناسیونالیست سوری بود. مادرش فلسطینی بود که در خلال جنگ اعراب و اسرائیل در سال ۱۹۴۸، به لبنان رفته بود. خانواده او از مسیحیان ارتدوکسی بودند که اصالتاً به جنوب لبنان تعلق داشتند. او فرزند دوم خانواده است، و یک برادر بزرگ‌تر و یک خواهر کوچک‌تر دارد. برادرش، زیاد بطرس نام دارد، که به حرفهٔ آهنگ‌سازی مشغول است و خواهرش صوفی بطرس نیز، کارگردان است. جولیا در کودکی به مدرسهٔ مذهبیِ مسیحی راهبات‌الوردیه رفت و استعدادش در خوانندگی، همان‌جا نمایان شد. او به گروه موسیقی مدرسه پیوست و زیر نظر معلم موسیقی گروه، فؤاد فاضل، فضا را برای خوانندگی پیدا کرد و تبدیل به تک‌خوان گروه شد. او تحصیلات دانشگاهی‌اش را در رشتهٔ زبان فرانسوی به انجام رساند. جولیا بطرس در سال ۱۹۹۶ با الیاس بوصعب ازدواج کرد. بوصعب زاده شهر ضهور الشویر در شرق بیروت بود و در آن زمان معاونت اجرایی دانشگاه آمریکایی دبی را برعهده داشت. او سابقهٔ شهرداری ظهور الشویر را در کارنامه داشت و بعدها به مقام وزارت آموزش و سپس وزارت دفاع ملی لبنان رسید. آن‌ها از این ازدواج صاحب دو پسر شدند که به ترتیب، سامر و طارق نام دارند. او در مصاحبه‌ای تأکید کرده است که فرزندانش را با دیدگاه‌های سیاسی آشنا می‌کند، و نمی‌خواهد آن‌ها در این زمینه خنثی و بی‌موضع باشند.
جولیا بطرس در ۱ آوریل ۱۹۶۸ در بیروت متولد شد. پدرش لبنانی و اصالتاً اهل شهر جنوبی صور بود. او همچنین عضو حزب سوسیال ناسیونالیست سوریه بود. مادرش فلسطینی بود و در طول جنگ اعراب و اسرائیل در سال ۱۹۴۸ به لبنان مهاجرت کرده بود. خانواده او مسیحی ارتدکس و اصالتاً اهل جنوب لبنان بودند. او فرزند دوم خانواده است و یک برادر بزرگتر و یک خواهر کوچکتر دارد. برادرش، زیاد بطرس، آهنگساز و خواهرش، صوفی بطرس، کارگردان فیلم است. جولیا در کودکی در مدرسه مذهبی مسیحی «خواهران بانوی ما از لورد» تحصیل کرد، جایی که استعداد خوانندگی او آشکار شد. او به گروه موسیقی مدرسه پیوست و تحت راهنمایی معلم موسیقی گروه، فواد فاضل، جایی برای خواندن پیدا کرد و تک‌خوان گروه شد. او تحصیلات دانشگاهی خود را به زبان فرانسه به پایان رساند. جولیا بطرس در سال ۱۹۹۶ با الیاس بوصاب ازدواج کرد. بوصاب در شهر ظهور الشویر، در شرق بیروت، متولد شد و در آن زمان معاون اجرایی دانشگاه آمریکایی دبی بود. او به عنوان شهردار زهر الشویر خدمت کرد و بعدها به سمت وزیر آموزش و سپس وزیر دفاع ملی لبنان رسید. آنها از این ازدواج دو پسر به نام‌های سامر و طارق داشتند. او در مصاحبه‌ای تأکید کرد که فرزندانش را با عقاید سیاسی آشنا می‌کند و نمی‌خواهد آنها در این زمینه بی‌طرف باشند.

## فعالیت حرفه‌ای

### سال‌های ابتدایی
جولیا تحت تأثیر صدای خوانندگانی چون فیروز، مارسل خلیفه و زیاد رحبانی قرار داشت. امری که باعث الگوگیری او، به خصوص از فیروز شد. جولیا بطرس نخستین فعالیت‌های حرفه‌ای را در سن دوازده‌سالگی آغاز کرد. او در آن مقطع توسط فؤاد فاضل به الیاس رحبانی معرفی شد و نخستین ترانه‌اش را که «برای مادرم» نام داشت، به زبان فرانسوی اجرا کرد. او دو سال بعد، در سال ۱۹۸۲ و در حالی که چهارده سال داشت، توانست نخستین آلبوم موسیقی‌اش را به زبان فرانسوی و با نام این است زندگی منتشر کند. ترانه‌سرایی و آهنگسازی قطعات این آلبوم بر عهدهٔ الیاس رحبانی بود. انتشار نخستین آلبوم بطرس با جنگ اول اسرائیل و لبنان در سال ۱۹۸۲ هم‌زمان شد. او تحت تأثیر این واقعه قرار گرفت و نخستین نمود آن، تغییر زبان ترانه‌هایش از فرانسوی به عربی و لهجهٔ لبنانی بود. او در سال ۱۹۸۵ ترانهٔ غابت الشمس الحق (خورشید حقانیت غروب کرد) را به عنوان نخستین ترانه‌اش به عربی، با آهنگسازی برادرش، زیاد بطرس، ساخت. خوانندگی به زبان عربی و مضمون میهن‌پرستانهٔ کارهای جولیا بطرس، باعث شهرت او در جهان عرب شد و او را به عنوان خواننده‌ای که دارای پیام و هدفی خاص است، به مخاطبانش معرفی کرد. جولیا دومین آلبومش را با نام مسافر کجاست سال ۱۹۸۷ منتشر کرد. برخی معتقد بودند جولیا این آلبوم را به معشوقش الیاس بوصعب (که بعدها با او ازدواج کرد) تقدیم کرده است. بطرس در دههٔ بعد، چهار آلبوم منتشر کرد که به ترتیب عبارت‌اند از: داستان سرزنش در ۱۹۹۱، قصه‌ها در ۱۹۹۴، تصمیم در ۱۹۹۶ و چیزی غریب در ۱۹۹۸. در سال ۲۰۰۰ و پس از آزادسازی جنوب لبنان جولیا کنسرتی در آن منطقه برگزار کرد.

### هزارهٔ جدید
او در هزارهٔ جدید و طی سال‌های ۲۰۰۱ تا ۲۰۱۶ هشت آلبوم منتشر کرد، که بیشتر آن‌ها محبوبیت زیادی کسب کردند. یکی از محبوب‌ترین این آلبوم‌ها، آلبوم احبائی «عزیزان من» بود که در سال ۲۰۰۶ و پس از جنگ ۳۳ روزه منتشر شد. شعر آهنگ «عزیزان من» از این آلبوم، برگرفته از متن یکی از نامه‌های سید حسن نصرالله، دبیرکل حزب‌الله لبنان، به رزمندگان حزب‌الله است. به گفتهٔ بطرس در مصاحبه با الجزیره، او از شنیدن آن پیام متأثر شد، و آن را ضبط کرد. او پس از کسب اجازه از حزب‌الله، ایده‌اش برای ساخت ترانه‌ای از متن پیام را با غسان مطر، شاعر لبنانی و رئیس وقت اتحادیهٔ نویسندگان لبنان، در میان گذاشت و با استقبال مطر روبرو شد. این ترانه با در نهایت با آهنگسازی زیاد بطرس، برادر جولیا، ساخته شد. انتشار این آهنگ، جولیا را در صدر خوانندگان پاپ معاصر عرب قرار داد. یک ماه بعد، نماهنگ «عزیزان من» نیز در ویرانه‌های شهر بنت جبیل که یکی از مناطق درگیر در جنگ ۳۳ روزه بود، به کارگردانی صوفی بطرس، خواهر جولیا، فیلم‌برداری و منتشر شد. او سپس پروژه‌ای را با همین نام آغاز کرد که طی آن، چندین کنسرت را در کشورهای لبنان، سوریه، قطر و امارات متحدهٔ عربی به روی صحنه برد و ترانه‌های میهنی‌اش را اجرا کرد. بطرس درآمد حاصل از این اجراها که بالغ بر سه میلیون دلار بود را به خانواده‌های قربانیان جنگ اهدا کرد. او همچنین در سال ۲۰۱۴ آهنگ الحق سلاحی(حق سلاح من است) را در حمایت از مردم فلسطین و غزه در جنگ با اسرائیل منتشر کرد. ترانهٔ این قطعه را نبیل ابوعبدو سرود، آهنگسازی آن بر عهدهٔ زیاد بطرس بود و میشل فاضل آن را تنظیم کرد. آخرین آلبوم بطرس «من کی هستم» نام دارد که در سال ۲۰۱۶ منتشر شده است. او در سال ۲۰۱۸ دو کنسرت برگزار کرد که اولی در شهر صور لبنان بود و با استقبال بیش از چهارده هزار نفر مواجه شد. دومین کنسرت او در ۲۰۱۸ نیز در شهر امان کشور اردن برگزار شد. هرچند غالب کارهای جولیا بطرس رنگ و بوی میهن‌پرستانه و حماسی دارد، اما این امر باعث غفلت او از ترانه‌های عاشقانه نشد. مشهورترین آلبوم عاشقانهٔ او، «نه به رؤیاهایت» نام دارد که در سال ۲۰۰۱ منتشر شد و توانست موفقیت هنری و مالی برای او به ارمغان بیاورد. همچنین در کارنامهٔ هنری او آهنگ‌هایی در مخالفت با برخی سران کشورهای عربی به چشم می‌خورد. جولیا بطرس چند بار در طول دوران فعالیتش مورد تقدیر قرار گرفته است. در سال ۲۰۰۰ رئیس‌جمهور وقت لبنان، امیل لحود، به دلیل نقش فعال بطرس در پشتیبانی از مقاومت، نشان ملی سدر را به او اهدا کرد. او همچنین از سوی کشورهای تونس، اردن، سوریه، قطر و امارات متحدهٔ عربی مورد تقدیر قرار گرفته است.

### مضامین و دیدگاه‌ها
جولیا بطرس در میان خوانندگان، به موفقیت‌های زیادی دست یافته است. به گزارش الجزیره، میانگین فروش آلبوم‌های او بین ۱۵۰ هزار تا ۲۵۰ هزار نسخه بوده است. این تعداد برای خواننده‌ای که در ترانه‌هایش مضمون‌های معدودی دارد و به لهجه‌ای خاص چون لبنانی می‌خواند، رقم بالایی است. بیشتر طرفداران و مخالفان او بر این عقیده هم‌نظرند که جولیا علاوه بر تعهد هنری و اخلاقی در آثارش، از صدای زیبایی نیز برخوردار است. به گونه‌ای که صدایش در بسیاری از اعتراضات و تظاهرات حزب‌های مختلف سیاسی و گروه‌های مدنی، به عنوان صدای اعتراضات نقش‌آفرین بوده است. بطرس با ظهور خوانندگان عامه‌پسند در سپهر موسیقایی لبنان که بیش از صدا به ظاهرشان برای بازاریابی و فروش بیشتر متکی هستند، با چالشی در جذب مخاطب روبرو شده است. این نگرانی برای او که در آثارش به مضمون‌های سیاسی می‌پردازد، دوچندان است و می‌تواند موجب جذب یا دفع یکبارهٔ مخاطب در لبنان و جهان عرب شود. او این قبیل هنرمندان نوظهور را بی‌بندوبار می‌داند و معتقد است که ابتذال بیش از هر چیز در آثار هنری آن‌ها نمود پیدا کرده است. بطرس همچنین از اقبال مخاطبان به این گونه آثار گلایه می‌کند.

## آلبوم‌شناسی

### آلبوم‌های استودیویی

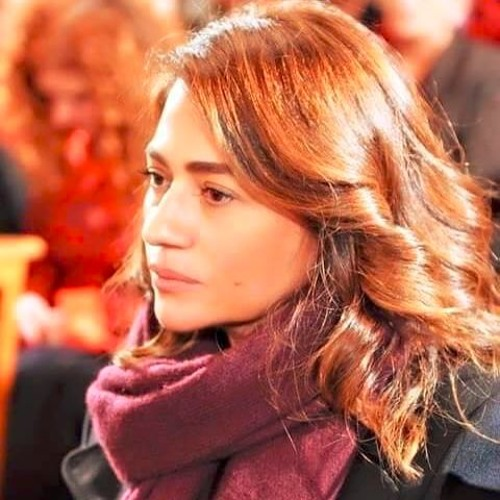
جولیا پطرس آلبوم انا مین

- این است زندگی (۱۹۸۲)
- خورشید حق غروب کرد (۱۹۸۵)
- مسافر کجاست (۱۹۸۷)
- داستان سرزنش (۱۹۹۱)
- قصه‌ها (۱۹۹۴)
- تصمیم (۱۹۹۶)
- چیزی غریب (۱۹۹۸)
- صادقانه (۲۰۰۱)
- نه به رؤیاهایت (۲۰۰۴)
- ما به تو عادت کرده‌ایم (۲۰۰۶)
- ظاهراً (۲۰۱۱)
- تولدت (۲۰۱۲)
- یه روزی (۲۰۱۳)
- داستان وطن (۲۰۱۴)
- من کی هستم (۲۰۱۶)

### کنسرت‌ها
- کنسرت صور (۱۹۸۹)
- کنسرت احبائی (۲۰۰۶)
- کنسرت کازینو لبنان (۲۰۰۸)
- کنسرت بلاتیا (۲۰۱۲)
- کنسرت بلاتیا (۲۰۱۴)
- کنسرت ضبیه (۲۰۱۶)
- کنسرت صور (۲۰۱۸)
- کنسرت امان (۲۰۱۸)

### تک‌آهنگ‌ها
- «عزیزان من» (۲۰۰۶)
- «نمی‌خواهم» (۲۰۱۸)
- «یک فردا روزی» (۲۰۱۸)
- «به سوی پیروزی بشتاب» (۲۰۱۸)
- «به سویتان بازگشته‌ام» (۲۰۱۸)
- «به خاطر پاکیش» (۲۰۱۸)
- «می‌آیی با من خداحافظی کنی» (۲۰۱۸)

## بازخوردها
یاسمین عادل، نویسندهٔ الجزیره، آگاهی سیاسی و حس انقلابی حاضر در ترانه‌های جولیا بطرس را متأثر از فعالیت‌های سیاسی پدرش در حزب سوسیال ناسیونالیست سوری می‌داند. بیشترین مضمون‌هایی که در ترانه‌های جولیا وجود دارد را می‌توان در عدالت، شادی همگانی، دغدغه‌های مردم لبنان و دعوت به انقلاب و مقاومت و اتحاد اعراب، خلاصه کرد؛ لذا در کارنامهٔ او ده‌ها ترانهٔ ضدصهیونیستی و در حمایت از آرمان فلسطین وجود دارد که از آن میان انا بتنفس حریه «من آزادی را نفس می‌کشم»، الحق سلاحی «حق سلاح من است»، «به سوی پیروزی بشتاب»، «ما انقلاب و خشم هستیم»، «مقاوم»، «ای خاموشان» و «داستان وطن» شهرت بیشتری دارند. با این حال مشهورترین آهنگ جولیا بطرس احبائی «عزیزان من» نام دارد که ترانه‌اش برگرفته از متن یکی از نامه‌های سید حسن نصرالله، دبیرکل حزب‌الله لبنان، است. بطرس با وجود این که خواننده‌ای مسیحی است، از مقاومت اسلامی در لبنان و حزب‌الله به صورت آشکار حمایت می‌کند. عده‌ای او را به علت این حمایت‌ها و درآمیختن مضامین سیاسی با موسیقی، سرزنش می‌کنند.
انتشار ترانهٔ «عزیزان من» بازخوردهایی داشت و بطرس را با انتقادهایی مواجه کرد که او را حامی شیعیان معرفی می‌کردند. او در پاسخ ابراز کرد که نمی‌خواهد در حصارهای یک حزب و تفکر مشخص قرار بگیرد و خود را متعلق به همه دانست. این بازخوردها با آغاز جنگ سوریه و پشتیبانی حزب‌الله از دولت بشار اسد در آن جنگ، شدت بیشتری گرفت. جولیا همزمان با برگزاری کنسرت‌هایش در سال ۲۰۱۸، در فضای مجازی مورد هجوم مخالفانش قرار گرفت. آن‌ها بطرس را متهم می‌کردند که زندگی شخصی‌اش با محتوای آهنگ‌هایش ناهماهنگ است. آن‌ها مشخصاً به همسرش الیاس بوصعب، اشاره می‌کردند که وزیر دفاع ملی دولتی بود که بطرس در آهنگ‌هایش، مخاطبان را به شورش علیه آن فرا می‌خواند. آن‌ها همچنین قیمت بلیت کنسرت‌ها را با ادعای جولیا مبنی بر حمایت از مستضعفان و فقیران متناسب نمی‌دیدند. همزمان با برگزاری کنسرت بطرس در امان، برخی از اردنی‌ها با انتشار هشتگ‌هایی در فضای مجازی و بازنشر تصاویری از حضور بطرس در کنار بشار اسد، رئیس‌جمهور سوریه، که بیانگر مخالفت‌شان با حضور بطرس در کشورشان بود، به آن کنسرت او در سال ۲۰۱۸ واکنش نشان دادند. همچنین یاسر ابوهلاله، روزنامه‌نگار اردنی و مدیر کل سابق شبکهٔ الجزیره، به حضور جولیا در اردن واکنش نشان داد و در توییتی نوشت: «کسی که با بشار اسد عکس می‌گیرد، مانند کسی است که با نتانیاهو عکس می‌گیرد.» بطرس روابط خوبی با خانوادهٔ اسد در سوریه دارد و معتقد است بهار عربی ساختهٔ اسرائیل است تا اعراب را از هدف اصلی‌شان که آزادسازی فلسطین است، منحرف کند. این سخنان او با واکنش دیمه ونوس، روزنامه‌نگار سوری، مواجه شد که در مقاله‌ای در روزنامهٔ المدن، بطرس را «دوست مستبد» خواند.
همزمان با روز قدس سال ۱۳۹۸، پخش گستردهٔ کلیپ‌ها و آهنگ‌های جولیا بطرس در ایران و فضای مجازی فارسی‌زبان حاشیه‌هایی را به دنبال داشت. عده‌ای واکنش منفی نشان دادند و با الگوسازی از خوانندگانی چون بطرس برای خوانندگان ایرانی مخالفت کردند. آن‌ها بیش از هر چیز به حرمت خوانندگی زنان از نظر شرعی اشاره داشتند و آن را مغایر با معیارهای اسلامی دانستند. عدهٔ دیگری اما به تمجید از او و حمایت‌هایش از فلسطین و مقاومت لبنان پرداختند و ضمن مقایسهٔ او با خوانندگان ایرانی، بطرس را الگویی برای آن‌ها معرفی کردند. در این بین، مهدی نصیری، مدیر اسبق روزنامهٔ کیهان، در توییتر نوشت:
این که خانم جولیا پطرس مسیحی این گونه حماسی برای مقاومت می‌خواند، هنر جذب سید حسن نصرالله و منش متسامح و تکثرپذیر حزب‌الله لبنان است. اما هنر عده‌ای از ما در ایران این است که با برخوردهای غیرمنطقی در مورد حجاب، عده‌ای را از دین خارج کنیم. آموختن از حزب‌الله لبنان عیب است؟